# Aljustrel (freguesia)
Aljustrel is een plaats (freguesia) in de Portugese gemeente Aljustrel en telt 5 559 inwoners (2001).